# Banovina van Kroatië
De Banovina van Kroatië of het Banaat van Kroatië (Kroatisch en Bosnisch: Banovina Hrvatska) was een provincie (Banovina) van het Koninkrijk Joegoslavië tussen 1939 en 1941. De provincie omvatte grotendeels het hedendaagse Kroatië, maar ook delen van Bosnië en Herzegovina en Servië.

## Geschiedenis

Wapen van het Banaat van Kroatië

In 1929 werden in het koninkrijk Joegoslavië de banovina's opgericht die zich baseerden op etnische grenzen. De Kroaten werden in verschillende banovina's opgedeeld. In 1939 kregen de Kroaten meer autonomie en de bestaande banovina's Sava en Primorska werden verenigd. Er werden ook delen van Donau, Zeta, Vrbas en Drina ingelijfd.
In 1941, tijdens de Tweede Wereldoorlog, bezetten de asmogendheden de banovina en werd deze ontbonden, enkele kustgebieden bij Split, Zadar en de Baai van Kotor werden bij het fascistische Italië ingelijfd. Het overgebleven deel vormde de Onafhankelijke Staat Kroatië.
Na de oorlog werd de regio verdeeld over het huidige Kroatië, Bosnië en Herzegovina en Vojvodina.